# Avraham Moshe Dichter
Avraham (dit Avi) Moshe Dichter (en hébreu : אבי דיכטר) est un homme politique israélien et l'ancien dirigeant du Shabak de 2000 à 2005. Il rejoint, en 2005, le parti Kadima dont il est la cinquième tête de liste en 2006, et il devient parlementaire à la Knesset à l'issue des élections législatives israéliennes de 2006, réélu en 2009 puis en 2015. 
Il est ministre de la Sécurité intérieure de 2006 à 2009, ministre chargé de la Défense passive de 2012 à 2013 puis devient ministre de l'Agriculture et du Développement rural en 2022. En janvier 2025, il redevient ministre de la sécurité nationale.

## Jeunesse
Né le 4 décembre 1952 à Ashkelon, il devient membre de Hachomer Hatzaïr. Au cours de son service militaire, il refuse l'offre de son chef d'unité, Ehud Barak, de suivre les classes d'officier (ce qui l'aurait éloigné des positions de combat). Il est décoré à l'issue d'une opération de sauvetage derrière les lignes ennemies.

## Au sein du Shabak
À la fin du service militaire dans Tsahal, Dichter entre au Shin Beth (les services de sécurité intérieure d'Israël) en 1974 et il étudie la langue arabe. Il dirige le secteur sud du Shabak en 1992, à l'époque de l'élimination ciblée du faiseur de bombes et dirigeant du Hamas, Yahya Ayyash. En 1996, après l'assassinat du premier ministre Yitzhak Rabin, Dichter prend la tête de la section de sécurité secrète du Shabak. Il devient le numéro 2 du Shabak en 1999.
En 2000, Ehud Barak, son ancien officier devenu premier ministre, le nomme directeur du Shabak, alors que la seconde Intifada vient de commencer. Fidèle défenseur des éliminations ciblées contre les leaders de mouvements revendiquant les attentats terroristes en Israël, Dichter est également l'un des pères de la barrière de séparation israélienne en Cisjordanie.

## Carrière politique
Le 15 mai 2005, Dichter termine son mandat de cinq ans à la tête du Shabak et choisit de quitter les services secrets. Certains ont alors affirmé qu'il ne lui avait pas été proposé un second mandat aux mêmes fonctions, à cause de son opposition au plan de désengagement de la bande de Gaza du premier ministre Ariel Sharon.
Après trois mois sabbatiques aux États-Unis dans une institution politique pour le Moyen-Orient à Washington DC, Dichter revient en Israël et loue le retrait de la Bande de Gaza, réalisé par le gouvernement Sharon. Il rejoint alors la nouvelle formation Kadima et est élu à la Knesset aux élections législatives suivantes en 2006.
Il est ainsi nommé Ministre de la Sécurité Publique et son directeur de cabinet est Mati Gill qui l'accompagne notamment lors de ses déplacements internationaux.
En août 2012, il est nommé ministre chargé de la Défense passive.
Il est ministre de l'Agriculture et du Développement rural depuis le 29 décembre 2022.

### Positions politiques
S'exprimant sur la Loi sur l'État-nation du peuple juif, une des lois fondamentales d'Israël adoptée en 2018 et dont il est l'un des principaux artisans, il s'adresse alors aux députés arabes et affirme « Vous n’étiez pas là avant nous et vous ne serez pas ici après nous »
Lors de la guerre entre Israël et la Bande de Gaza de 2023, il affirme que la guerre sera « la Nakba de Gaza », en référence à l'expulsion de centaines de milliers de Palestiniens lors de la création de l’État d’Israël en 1948. Il est, d'après une analyse du journal Le Monde, au nombre des responsables politiques israéliens ayant par leurs prises de paroles contribué à la « déshumanisation » des Palestiniens et justifié la mort massive de civils et la destruction de villes entières.